# Platycercus
Platycercus (též rosela/rozela, toto označení však může znamenat i rod Northiella) je rod ptáků z čeledi alexandrovitých z Austrálie. Platycercus znamená plochý (široký) ocas. Rosely jsou převážně semenožravé.

## Rozšíření a biotop
Rosely žijí v pobřežních oblastech Austrálie a na blízkých ostrovech, vyhýbají se aridnímu australskému vnitrozemí. Obývají lesy, buš, farmy, parky a zahrady. Rosely byly vysazeny také na Novém Zélandu a ostrově Norfolk.

## Taxonomie
Rod rosela byl popsán přírodovědcem Nicholas Aylward Vigorsem v roce 1825.
V současnosti se rozlišují tyto druhy a poddruhy:
Platycercus Vigors, 1825
- Platycercus adscitus (Latham, 1790) – rosela žlutohlavá
  - Platycercus adscitus adscitus (Latham, 1790) – rosela žlutohlavá severní
  - Platycercus adscitus palliceps Lear, 1832 – rosela žlutohlavá východní
- Platycercus caledonicus (J. F. Gmelin, 1788) – rosela žlutobřichá
  - Platycercus caledonicus brownii (Kuhl, 1820)
  - Platycercus caledonicus caledonicus (Gmelin, 1788)
- Platycercus elegans (J. F. Gmelin, 1788) – rosela Pennantova
  - Platycercus elegans filewoodi McAllan & Bruce, 1989 – rosela Penantova jižní
  - Platycercus elegans flaveolus Gould, 1837 – rosela žlutá
  - Platycercus elegans fleurieuensis Ashby, 1917
  - Platycercus elegans melanopterus North, 1906
  - Platycercus elegans nigrescens E. P. Ramsay, 1888 – rosela Penantova severní
  - Platycercus elegans subadelaidae Mathews, 1912
- Platycercus eximius (Shaw, 1792) – rosela pestrá
  - Platycercus eximius diemenensis North, 1911 – rosela pestrá tasmánská
  - Platycercus eximius elecica Schodde & Short, 1989
  - Platycercus eximius eximius (Shaw, 1792) – rosela pestrá východní
- Platycercus icterotis (Temminck & Kuhl, 1820) – rosela žlutolící
  - Platycercus icterotis icterotis (Temminck & Kuhl, 1820) – rosela žlutolící tmavá
  - Platycercus icterotis xanthogenys Salvadori, 1891 – rosela žlutolící bledá
- Platycercus venustus (Kuhl, 1820) – rosela černohlavá
  - Platycercus venustus hilli Mathews, 1910
  - Platycercus venustus venustus (Kuhl, 1820)

| Druhy rosel                                                 | Druhy rosel | Druhy rosel            | Druhy rosel                                                                                        |
| České a latinské jméno                                      | Fotografie  | Velikost               | Výskyt                                                                                             |
| ----------------------------------------------------------- | ----------- | ---------------------- | -------------------------------------------------------------------------------------------------- |
| Rosela žlutolící (Platycercus icterotis)                    |             | 26 cm, nejmenší rosela | jihozápadní Austrálie                                                                              |
| Rosela Pennantova (Platycercus elegans)                     |             | 36 cm                  | východní a jihovýchodní Austrálie                                                                  |
| Rosela žlutobřichá (Platycercus caledonicus)                |             | 37 cm, největší rosela | Tasmánie                                                                                           |
| Rosela žlutohlavá (Platycercus adscitus)                    |             | 30 cm                  | východní Austrálie                                                                                 |
| Rosela pestrá (Platycercus eximius)                         |             | 30 cm                  | Austrálie a Tasmánie. Vysazena na Novém Zélandu – Severní ostrov a okolí Dunedin na Jižním Ostrově |
| Rosela černohlavá (severoaustrálská) (Platycercus venustus) |             | 28 cm                  | otevřené savany – záliv Carpentaria, Arnhem Land, Kimberleys, Austrálie                            |